# Huabei
Huabei (kinesiska: 华陂, 华陂镇) är en köping i Kina. Den ligger i provinsen Henan, i den centrala delen av landet, omkring 160 kilometer söder om provinshuvudstaden Zhengzhou. Antalet invånare är 46 788. Befolkningen består av 24 323 kvinnor och 22 465 män. Barn under 15 år utgör 29,0 %, vuxna 15-64 år 60 %, och äldre över 65 år 10,0 %.
Genomsnittlig årsnederbörd är 984 millimeter. Den regnigaste månaden är augusti, med i genomsnitt 180 mm nederbörd, och den torraste är januari, med 10 mm nederbörd.